# Портрет Давида Йоріса
«Портре́т Дави́да Йоріса» (нім. Portrait des Wiedertaufers David Joris) — картина нідерландського живописця Яна ван Скорела (1495—1562), представника романізму. Зберігається у Музеї мистецтв у Базелі.
На тлі гірського пейзажу стоїть добре одягнений пан з рудою бородою.  Вихідці з низинних земель (як перекладається назва країни Нідерланди) уважно вдивлялись в нові для них гірські краєвиди, залюбки їх малювали і робили тлом своїх релігійних картин і портретів. До створення гірських краєвидів спонукали подорожі по гірських Швейцарії, Італії та Палестині. Гори були приємним нагадуванням подорожі до Італії — батьківщини мистецтв чи навіть Палестини, де мешкали Христос і Апостоли. Нагадуванням про Італію в портреті Йоріса слугують обеліск і архітектурні будівлі, притаманні якраз Італії.

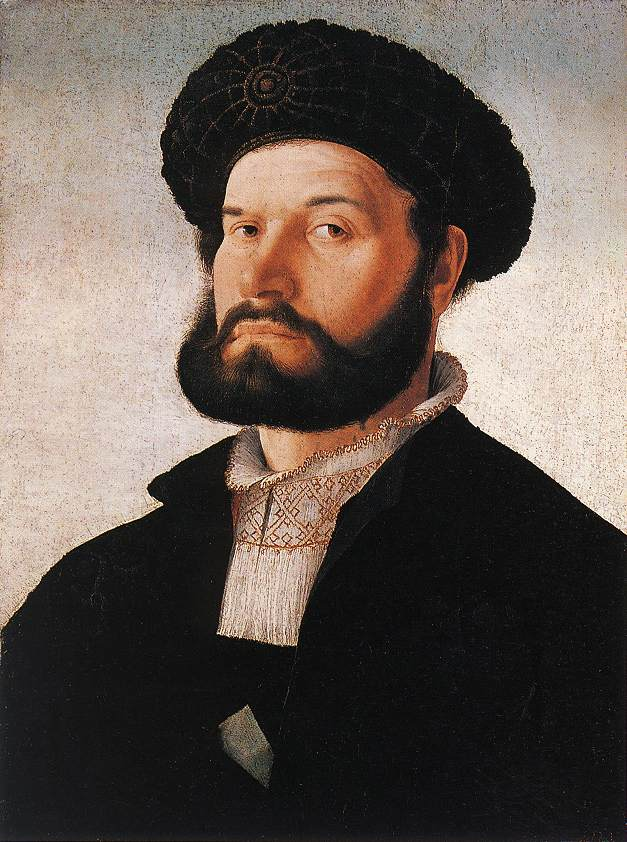
Портрет невідомого з Венеції

Йоріс одягнений в багаті шати і охоче демострує свою заможність. Додатковими вказівками заможності слугують біла рукавичка і коштовна зброя. Перевага в колориті червоних, відверто святкових фарб робить портрет репрезентативним. Він спокійно міг би прикрасити багату садибу самого Йоріса чи якийсь палац. Менш значущою виглядає особа самого Йоріса, що програє в моці й мужності характеру «Портрета невідомого з Венеції», пензля того ж Яна ван Скореля.